# Eugraphe obscura
Eugraphe obscura là một loài bướm đêm trong họ Noctuidae.